# Hans-Dieter Evers
Hans-Dieter Evers (* 19. Dezember 1935 in Dröbischau, Thüringen, Deutschland) war seit 1974 Professor für Entwicklungsplanung und Entwicklungspolitik an der Universität Bielefeld und leitete dort den Forschungsschwerpunkt Entwicklungssoziologie. Seit 2015 ist er Gastprofessor an der National University of Malaysia (Pok Rafeah Chair Professor).

## Leben
Seit 2001 ist er Senior Fellow (2004–05 Direktor) am Zentrum für Entwicklungsforschung der Universität Bonn. Er studierte Wirtschaftswissenschaften, Geographie und Soziologie an der Universität Hamburg, an der damaligen University of Ceylon (Sri Lanka) und an der Albert-Ludwigs-Universität Freiburg, wo er 1962 promoviert wurde. Sein Doktorvater war Arnold Bergstraesser. Er war anschließend Wissenschaftlicher Assistent in Mannheim, Dozent an der Monash University in Melbourne, Professor für Soziologie und Direktor des Postgraduierten Programms Südostasien an der Yale University, USA und schließlich Professor und Direktor des Instituts für Soziologie an der University of Singapore. Von 1974 bis 2001 war Hans-Dieter Evers C4-Professor für Entwicklungsplanung und Entwicklungspolitik an der Fakultät für Soziologie der Universität Bielefeld. Seit 1975 lehrte er insgesamt sechs Jahre als DAAD Gastprofessor an südostasiatischen Universitäten, führte umfangreiche empirische Forschungen in Indonesien, Malaysia, Thailand und Sri Lanka durch und war als Berater des BMZ, der GTZ, der KfW, der Weltbank, der UNESCO, der ILO und anderen internationalen Organisationen tätig. Hans-Dieter Evers spricht fließend Indonesisch und Malaiisch und hat in diesen Sprachen gelehrt und veröffentlicht. Anfang 2000 lehrte er als Gastprofessor an der Philosophischen Fakultät der Nationaluniversität Singapur und seit 2001 regelmäßig an der Singapore Management University.

## Veröffentlichungen
Seine letzten Buchveröffentlichungen sind "Connecting Oceans: Malaysia as a Maritime Nation". Bangi: UKM Press 2019. „The Moral Economy of Trade. Ethnicity and Developing Markets“, London: Routledge 1994; „Southeast Asian Urbanism“, Münster und London: LIT und New York: St. Martin’s Press 2001, 2. Aufl. 2004 und "Governing and Managing Knowledge in Asia", London and Singapore: World Scientific.

## Der Bielefelder Ansatz
Der „Bielefelder Ansatz“ war eine von Evers an der Universität Bielefeld geleitete Forschergruppe, die Theorien zur Subsistenzproduktion (Überlebensstrategien armer Haushalte und Hausfrauen in Entwicklungsländern und Verflechtung von Produktionsweisen) und zur Bildung strategischer Gruppen entwickelte.
Der sog. Bielefelder Ansatz betrachtet die Geschlechterpolaritäten im Zusammenhang mit den kapitalistischen Strukturen. Die Vertreterinnen dieses Ansatzes gehen davon aus, dass die hierarchische Arbeitsteilung zwischen den Geschlechtern und die damit zusammenhängende Ausbeutung von Frauen den „Grundstock und Schlussstein aller weiteren Ausbeutungsverhältnisse“ (Werlhof/Mies/Bennholdt-Thomsen 1983: IX) darstellen. Alle anderen Ausbeutungsverhältnisse, die Kolonisierung der Welt, die Ausbeutung von Natur, Territorien und Menschen, folgen demselben Muster. Zwei Prozesse waren dabei für die Durchsetzung des strukturellen Prinzips der Höherbewertung von Männerarbeit erforderlich: Kolonisierung und Hausfrauisierung. Damit ist gemeint, dass Frauen und Kolonien eine Gemeinsamkeit haben. Beide gehören nicht zur eigentlichen Gesellschaft, die aus männlichen Lohnarbeitern und Kapitalisten besteht, sondern gelten als Naturressourcen wie Wasser, Luft, Erde und werden dementsprechend als solche behandelt: Sie werden ausgebeutet und kolonisiert.